# Can't You Hear Me Knocking
Can't You Hear Me Knocking är en låt skriven av Mick Jagger och Keith Richards som lanserades av The Rolling Stones på albumet Sticky Fingers 1971. Låten är den längsta på albumet och notabel för sitt långa latinoinspirerade instrumentala "jam" som börjar ungefär två minuter och 40 sekunder in i låten. Enligt Mick Taylor var det helt improviserat. Taylor fortsatte att spela på sin gitarr var på övriga musiker, snabbt plockade upp instrumenten och fortsatte spela. Enligt Keith Richards var man inte medvetna om att inspelningen fortfarande pågick. Gruppen framförde låten på konsert under "The Licks Tour" 2002-2003, och en version därifrån finns med på albumet Live Licks.
Låten har funnits med i filmerna Casino (1995), Blow (2001), Comedian (2002) och The Fighter (2010)

## Medverkande musiker
- Mick Jagger – sång
- Keith Richards – elgitarr, körsång
- Mick Taylor – elgitarr
- Charlie Watts – trummor
- Bill Wyman – bas

Övriga:
- Ian Stewart - piano
- Rocky Dijon – congas
- Bobby Keys – saxofon
- Billy Preston - elorgel
- Jimmy Miller – percussion